# Merry Christmas (album Jeanette)
Merry Christmas - świąteczny album niemieckiej piosenkarki Jeanette, który został wydany przez Universal dnia 22 listopada 2004.

## Lista utworów
1. "Christmas Time" – 3:18
2. "O Come All Ye Faithful (Adeste Fideles)" – 2:49
3. "The Infant Light" (Single version) – 3:06
4. "Follow the Star" – 3:16
5. "Mr. Santa Clause" – 3:10
6. "Evermore" – 2:02
7. "Silent Night" – 2:49
8. "Peace on Earth" – 3:22
9. "Ave Maria" – 4:25
10. "Hark! The Herald Angels Sing" – 2:25
11. "Run With Me" (X-Mas version) – 3:39
12. "Shine On" – 3:35
13. "Winter Ferryland" – 3:24
14. "O Holy Night" – 3:39
15. "Amazing Grace" – 2:38

## Pozycje na listach
| Lista (2004)          | Najwyższa pozycja |
| --------------------- | ----------------- |
| Austrian Albums Chart | 43                |
| German Albums Chart   | 22                |